# Aventure malgache
 Aventure malgache és un curtmetratge de propaganda britànic dirigit per Alfred Hitchcock, estrenat el 1944.

## Argument
A Londres, tres actors es preparen per pujar a l'escena. Un dels tres ha d'interpretar un oficial alemany, però no tria bé els matisos d'aquest personatge. Llavors, el seu col·lega Clarusse li conta la seva història, per tal que es pugui inspirar en un personatge real.
Abans de ser actor, exercia la professió d'advocat a Madagascar i un dels assumptes que va defensar el va portar a acusar de corrupció Michel, director de la Seguretat general de l'illa. Mentrestant, és proclamat l'armistici pel mariscal Pétain. Per als antics combatents residents a l'illa, sotmetre's és fora de qüestió. En principi, l'autoritat militar s'inclina del seu costat, però la intervenció legalista de Michel el porta sota l'autoritat de Vichy.
Clarusse organitza la resistència i, en particular, les sortides clandestines de l'illa que el governador ha tallat. Denunciat, és enviat a la presó, després exiliat al Sàhara. Per sort, el vaixell que el condueix lluny de Madagascar és interceptat per un vaixell britànic.
El maig de 1942, els britànics desembarquen a Diego-Suarez i alliberen Madagascar.
Malgrat les seves temptatives d'adhesió al nou poder, Michel és empresonat.

## Anàlisi
Aventure malgache és un curtmetratge de propaganda rodat en francès pel British Ministry of Information.

## Repartiment
- The Moliere Players (tropa d'actors francesos refugiats a Anglaterra)